# Boris Vallejo

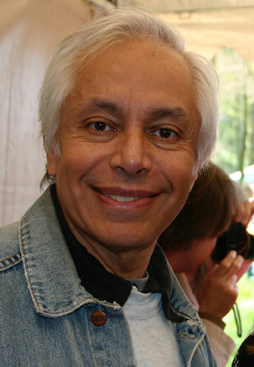
Boris Vallejo, April 2005

Boris Vallejo (* 8. Januar 1941 in Lima, Peru) ist ein US-amerikanischer Illustrator peruanischer Herkunft.

## Leben
Boris Vallejo, geboren in Lima als Sohn eines Rechtsanwalts, emigrierte nach seinem Abschluss an der National School of Fine Arts im Jahr 1964 in die USA, wo er bis heute lebt. Vallejo ist vor allem durch Fantasy-Gemälde berühmt geworden, die vorrangig  leicht bekleidete muskulöse Helden und Kriegerinnen darstellen. Models und Vorbilder sind häufig Bodybuilder. Seine Bilder schmückten zahlreiche Kalender, Filmplakate und Buch-Cover. Verheiratet ist er mit der Künstlerin Julie Bell.
Ende der 1960er bzw. Anfang der 1970er illustrierte Vallejo die US-amerikanische Neuauflage der Serie Gor  des Autors John Norman durch Ballantine Books.
1979 erhielt er den British Fantasy Award für The Amazing Princess and Her Pet.

## Werke
- The Fantastic Art of Boris Vallejo, 1978 (dt. Fantasy von Boris Vallejo. Ein Bildband, Rastatt 1980, ISBN 3-8118-2008-7)
- zusammen mit Doris Vallejo: Mirage (dt. Mirage, Linden 1983, ISBN 3-88631-146-5)
- als Illustrator: Im Reich der Phantasie, München 1984 (ISBN 3-453-02032-4)
- Fantasy (dt. Fantasy, Linden 1985, ISBN 3-88631-189-9)
- Fantasy Art Techniques, 1985
- Dreams. The Art of Boris Vallejo, 1999 (dt. The Dreams of Boris Vallejo, Art fantastix Nr. 4, Rastatt ca. 2001;  Nachdruck unter dem Titel The Art of Boris Vallejo, Art Fantastix Platinum (Band 3), Rastatt 2002, ISBN 3-931670-73-2)
- zusammen mit Julie Bell und Nigel Suckling: Twin Visions (dt. Twin Visions, Art fantastix: Select (6), Rastatt 2003, ISBN 3-931670-56-2)
- Hindsight. His Photographic Art  (dt. Hindsight. His Photographic Art, Art fotografix Nr. 1, Rastatt 2003, ISBN 3-936882-89-4)